# Menemerus pallescens
Menemerus pallescens là một loài nhện trong họ Salticidae.
Loài này thuộc chi Menemerus. Menemerus pallescens được Wanda Wesołowska & Antonius van Harten miêu tả năm 2007.